# Historisches Verwaltungszentrum Linopoti

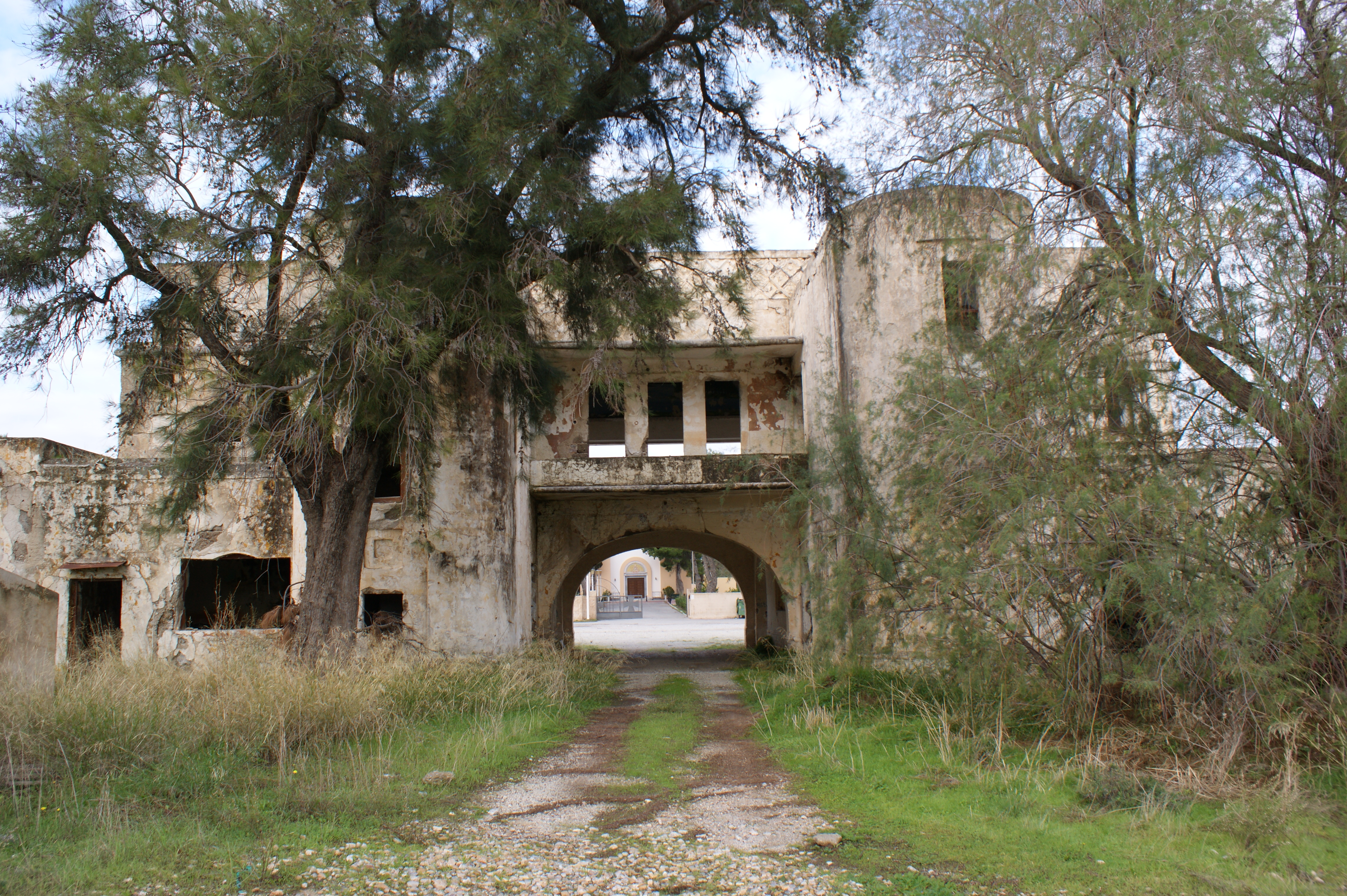
Teil des ehemaligen italienischen Verwaltungszentrums (von Südosten)

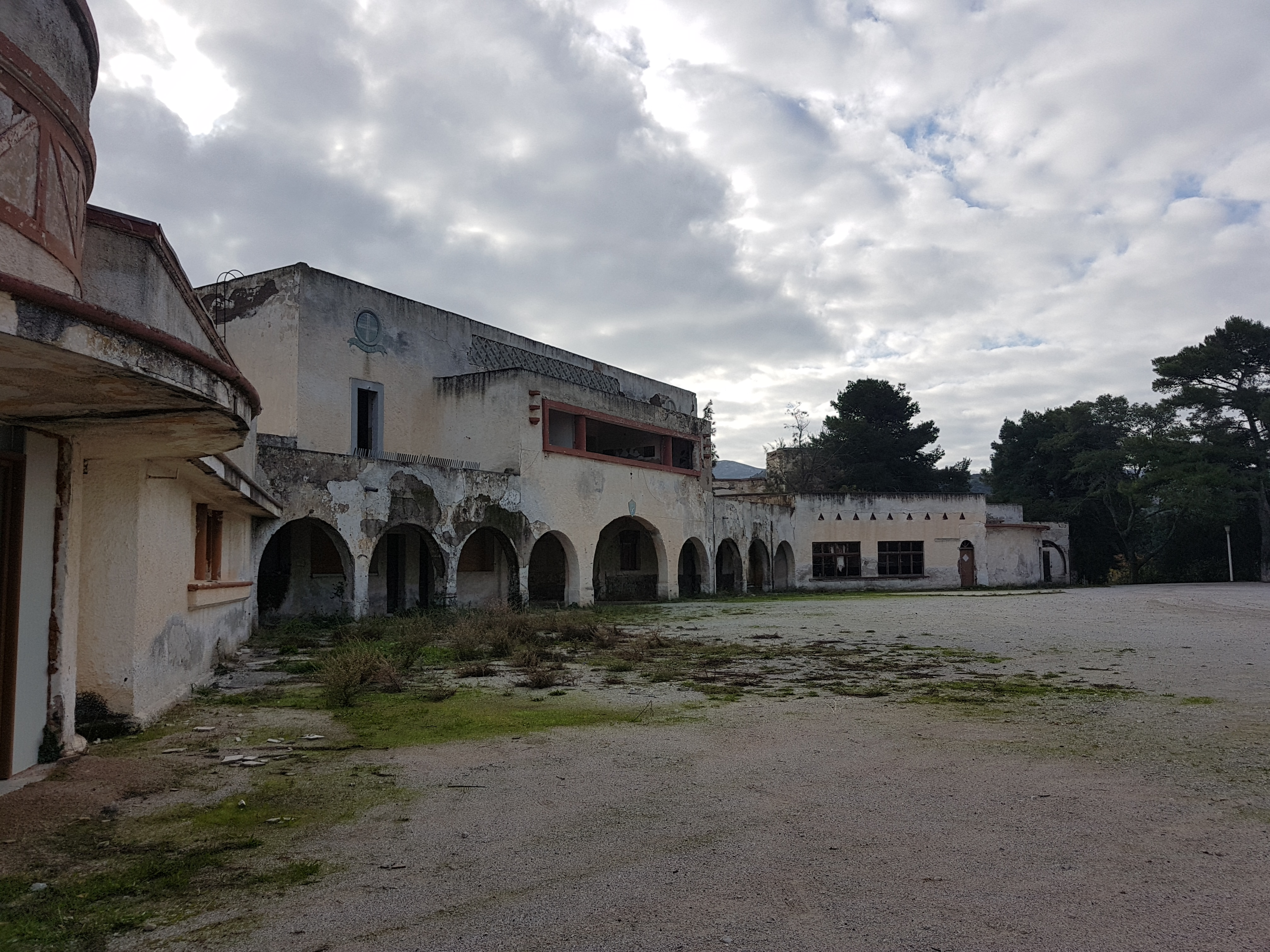
Blick von Norden

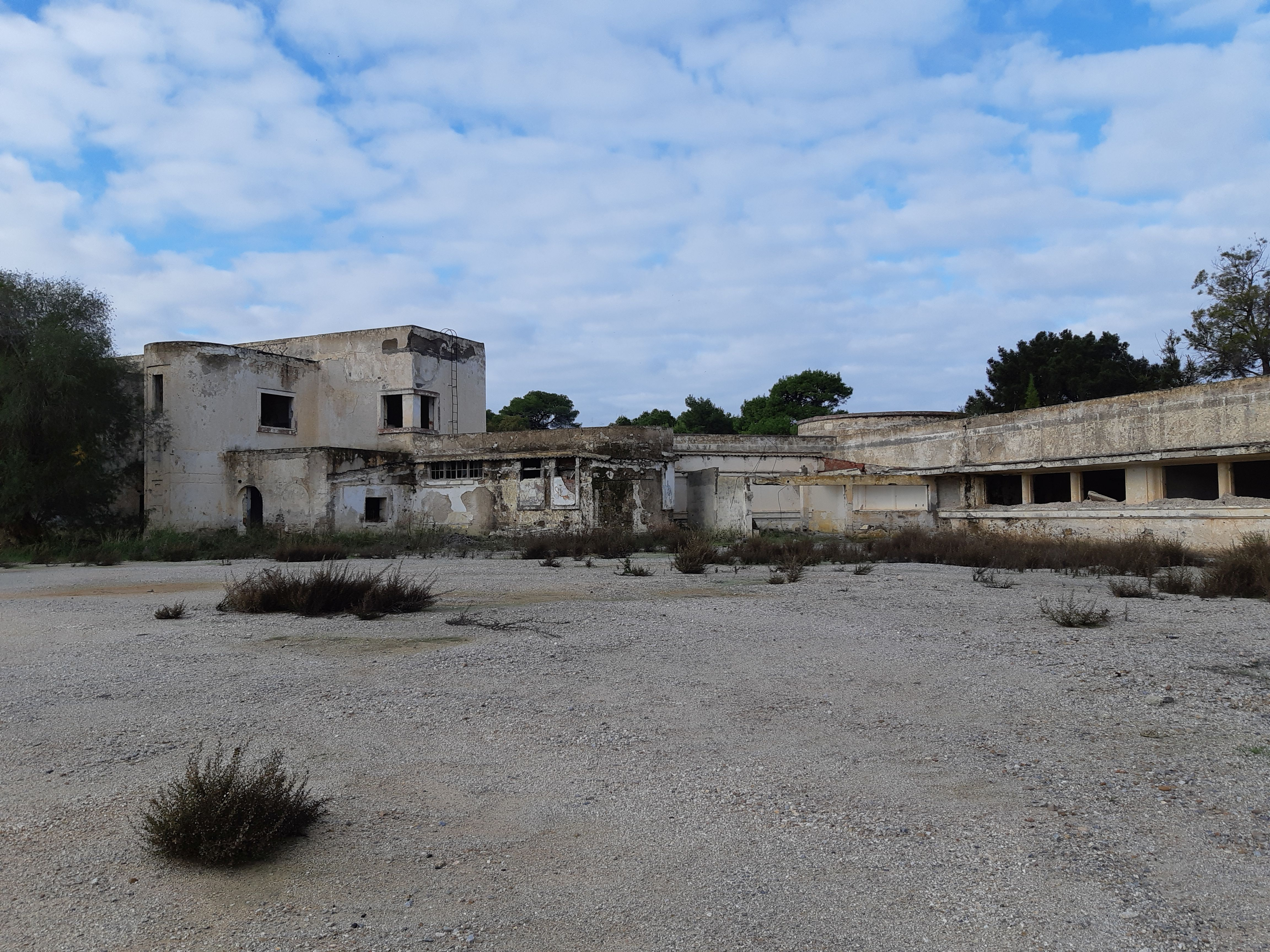
Nebengebäude

Das Historische Verwaltungszentrum Linopoti wurde im Rahmen der Anlage des Ortes Linopotis (damals als Anguillara bezeichnet) ab 1936 erbaut. Das Verwaltungszentrum ist denkmalgeschützt.

## Geschichte
Die Insel Kos war 1912 bis 1943 von Italien besetzt, welche die rund 400-jährige Herrschaft des Osmanischen Reiches über Kos und die sehr weitgehende Selbstverwaltung der Insel beendete. Die italienische Verwaltung sah eine langfristige Änderung der bestehenden Strukturen auch auf den zu ihrem Hoheitsgebiet gehörenden Inseln der östlichen Ägäis (siehe: Italienische Ägäis-Inseln und Dodekanes) vor.
Eine Maßnahme war auch die agrarische Kolonisation auf den Inseln, in deren Rahmen auch auf Kos zwei ländliche Siedlungen 1936 für italienische Siedler gegründet wurden: Lambi und Anguillara (heute: Linopotis genannt) sowie moderne Bauwerke und Wasserwerke, Be- und Entwässerungsnetze etc. errichtet wurden. Diese Maßnahme diente auch der Verringerung der Arbeitslosigkeit. Im Rahmen dieser Pläne wurde auch das damalige moderne italienische Verwaltungszentrum in Linopotis errichtet.
Die italienische Gerichtsbarkeit auf Kos endete jedoch nach wenigen Jahrzehnten mit der Besetzung der Insel Kos durch Nazi-Deutschland im Oktober 1943. Im Mai 1945 eroberten britische Truppen die Inseln. Die Präsenz der Italiener als Besatzungsmacht in der Verwaltung endete mit der Besetzung durch die Alliierten.
Nach dem Übergabe der Dodekanes an Griechenland 1947 wurde in diesem ehemaligen italienischen Verwaltungszentrum die Kindersiedlung Agios Alexandros Philippiados (Παιδούπολη Pedoúpoli im Sinne von ‚Kinderstadt‘) und eine Landwirtschaftsschule eingerichtet. In der Kindersiedlung wurden Kinder zwischen 4 und 16 Jahren, die von den Folgen des Zweiten Weltkriegs besonders betroffen waren (z. B. elternlos) untergebracht und versorgt. Diese Kindersiedlung war von etwa 1950 bis etwa 1965 in Betrieb.
Anfang der 2000er Jahre wurde das ehemalige italienische Verwaltungszentrum der griechischen Armee zugeteilt.

## Gebäude des Verwaltungszentrums
Die Gebäude des Verwaltungszentrums Linopoti waren ursprünglich in einzelnen Einheiten (Cluster) organisiert. Die Einheiten bestanden aus Verwaltungs- und Servicebereichen. Dies waren z. B.: das Rathaus, Polizei, Geheimpolizei, das faschistische Parteibüro, Schule, Handwerksbetriebe etc., wobei der zentrale Zugang über eine Abzweigung von der Hauptstraße von Kos nach Kefalos erfolgte. Zwischen diesen Clustern liegt der zentrale Platz. Außerhalb des Gebäudekomplexes des Verwaltungszentrums befand sich die Kirche Agios Pavlos (Αγιος Παυλος Λινοπότι) und die Residenz des italienischen Gouverneurs von Kos.

## Zukünftige Nutzung
Die zivilgesellschaftlich sinnvolle Nachnutzung des ehemaligen italienischen Verwaltungszentrums ist auf Kos seit längerer Zeit angedacht. Eine Einrichtung eines Erstaufnahme Hotspots für Flüchtlinge scheiterte 2015 am Widerstand der Bevölkerung.
Konkret wurde 2016 eine erste detaillierte Studie durch die Architektin Efi Anagnostidou für die Nachnutzung des Verwaltungszentrums als multifunktionales Zentrum für die ganze Insel Kos ausgearbeitet und 2017 vorgelegt. Ziel ist es dabei auch für die zukünftige Nutzung, dass das architektonische Erbe so weit wie möglich erhalten bleibt. Ein multifunktionales Zentrum könnte z. B. ein agrar-ökonomisches Museum, Veranstaltungs- und Konferenzräume, Bildungsstätten, Erholungsstätten für Kinder und Erwachsene, Sporteinrichtungen, Verkaufsräume lokaler Produkte und ähnliches enthalten. Diese Nachnutzung würde somit dem ursprünglichen Cluster-Konzept des Verwaltungszentrums unter der italienischen Herrschaft entsprechen.